# احمدآباد (سرپل‌ذهاب)
احمدآباد، روستایی از توابع بخش مرکزی شهرستان سرپل ذهاب در استان کرمانشاه ایران است.
تری در وال